# Khalvat
Khalvat (persiska: خَلوَت, خلوت) är en ort i Iran.   Den ligger i provinsen Västazarbaijan, i den nordvästra delen av landet, 500 km väster om huvudstaden Teheran. Khalvat ligger 1 338 meter över havet och antalet invånare är 703.
Terrängen runt Khalvat är platt österut, men västerut är den kuperad.Runt Khalvat är det ganska glesbefolkat, med 47 invånare per kvadratkilometer. Närmaste större samhälle är باروق, 13,2 km norr om Khalvat. Trakten runt Khalvat består till största delen av jordbruksmark.